# Lars Persson på Åsen
Lars "Lasse" Persson på Åsen, född 1648, död i Älvdalen 19 maj 1669, var en svensk som blev avrättad för häxeri. Han var en av de som avrättades i häxprocessen i Älvdalen, som var startpunkten för det stora oväsendet.
Lasse Persson uppgavs vara en 20 år gammal dräng, son till Per Hansson på Åsen. Han var en av åtta åtalade inför trolldomskommissionens andra rannsakning i Älvdalen i december 1668. 
Anna Eriksdotter på Åsen alias Justina Anna vittnade om att hon tillsammans med Gertrud Svensdotter hade förts av 
Marit Jonsdotter till till Blåkulla. Där uppgav hon sig ha sett Gyris Marit, Ris Anna, Marit Matsdotter, Bälter Mats och hans hustru på Åsen, Mats Mickelsson på Åsen och dennas hustru Per Hanses Kerstin på Åsen, och att den sistnämnda hade omdöpt sin nyfödda son av Djävulen med sin bror Lars Persson som fadder. 
När Lars Persson först kallades inför rätten tycks han inte ha uppfattat sig som anklagad, utan snarare att han skulle betraktas som ett vittne i stil med barnvittnena. När han tillfrågades om han varit i Blåkulla bekände han detta frivilligt, uppgav att Knopar Elin Knutsdotter fört honom till Blåkulla på en insmord kalv när han var barn. När han frågades vilken trollformel Elin använt för att kunna flyga, sade han dock att han inte kunde minnas, och rätten gav därför order om tortyr genom handklovar. Han beskrev sedan hur han och Elin mött Satan och hur de farit till Blåkulla sedan han var tre år gammal. Rätten beskrev honom som ett motsägelsefullt vittne:
"Denne Lars vinkade både av och till och var mycket ostadig i sin bekännelse, allt vad en annan ville säga för honom så sannade han med, ehuru olikt det var, fast man hade sagt korpen vara vit. Tillstår att Satan hade skurit honom i vänster lilla fingret, och med blodet skrivit hans namn i sin svarta bok."
Lars erkände att han haft samlag med Satans dotter.
Lars tvingades sedan att vittna mot ett flertal personer. Han uppgav att han i Blåkulla hade sett Ris Anna och dottern Marit Matsdotter, Bälter Matses hustru Marit, Skord Karin, sin syster Kerstin, hennes barn Per och Anna, Mats Mickelsson, Mickels Anna, Bland Anna och Gulichs Mats.
Domstolen uppgav att Lars framstod som instabil eller beräknande; att han påstod sig kunna se Satan i rättssalen och jagade honom med klubba, och att han sattes i dårkistan för att pacificeras: 
"gjorde sig så fåkunnig att man uppenbarligen kunde skönja hans skälmaktiga tokhet. Och emedan han sade sig se fanen i stugan, gavs honom tingsklubban i handen att köra ut honom med, den han emottog, gick åt dörren, stod och väste och slog i vädret, sägandes sig hava slagit honom på hälen att han halte. Måste därför låta föra ut honom och hovs i kistan så länge han skulle betänka sig."
Han blev en av de som avrättades i häxprocessen i Älvdalen: den 19 maj 1669 avrättades Knopar Elin Knutsdotter, 70 år; Bland-Anna, 70 år; Bond Elin, 40 år; Lasse Persson, 20 år; Gålichs Anna Olsdotter, 17 år; och Brita Andersdotter, 17 år. Avrättningen ägde rum genom halshuggning och bränning. Han var den enda mannen som avrättades.